# 鳃棘鲈
鳃棘鲈（学名：Plectropomus leopardus）为鮨科鳃棘鲈属的鱼类，俗名：豹紋鰓棘鱸、花斑刺鳃鮨、豹纹豹脍、東星斑、七星斑。分布于印度洋到太平洋中部、北至日本南部的菲律宾、台湾以及南海诸岛的海南岛等，属于暖水性沿岸鱼类。其一般生活于珊瑚礁。

## 外形特征
颜色鲜艳，是很凶猛的「掠食者」，会吞掉任何它能吞掉的鱼。也会吃掉观赏用的甲壳类动物；不会骚扰它们吞不下去的鱼。食物包括各种海水鱼、鱿鱼、贝类及虾。需要经常提供一些活食，足够的营养会保持它的色彩。

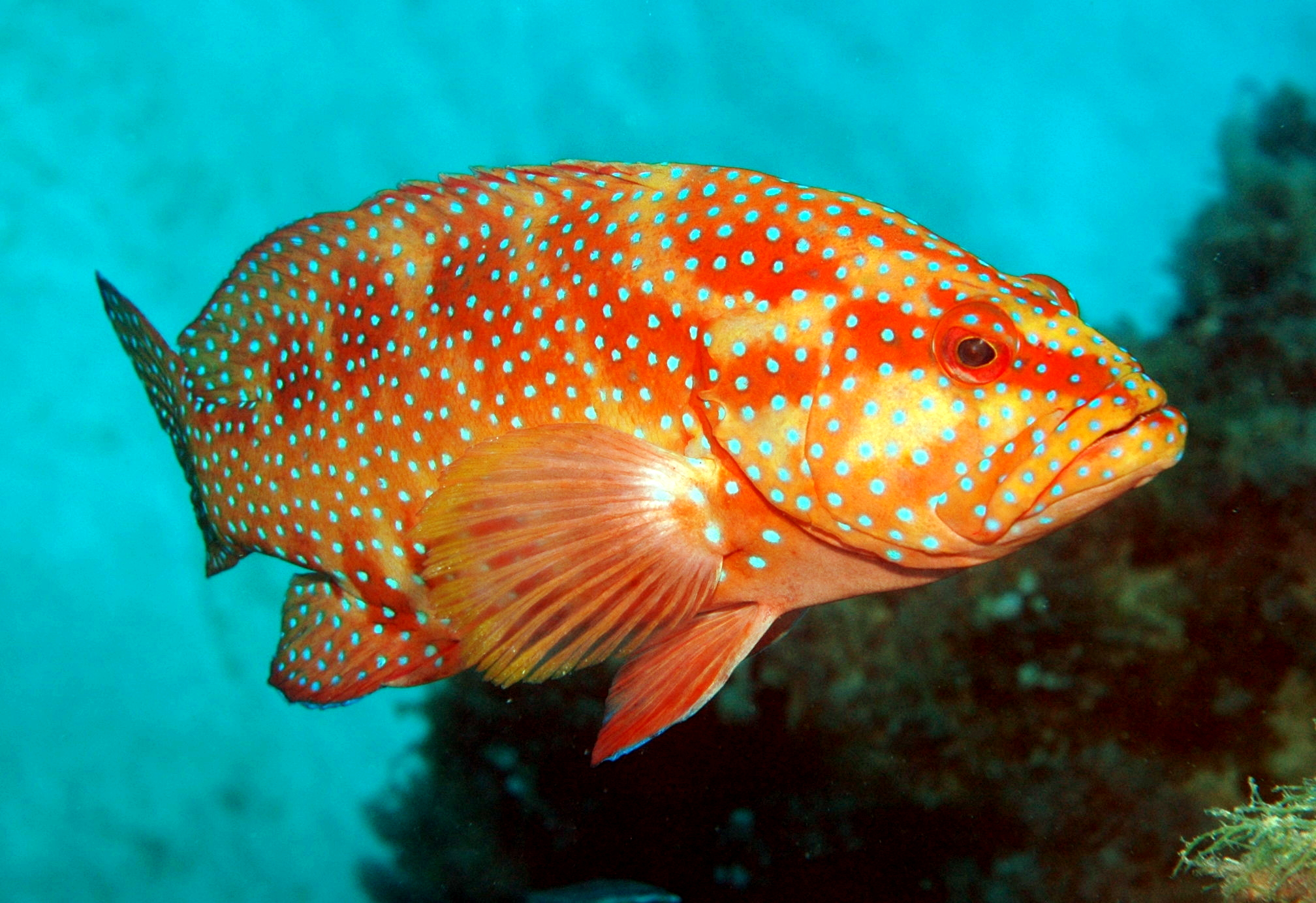

## 深度
水深3至100公尺。

## 經濟利用與保护现状
雖然曾是美味的食用魚，魚肉可作生魚片。在市場上均切成小塊出售，頭可煮清湯、背肉宜清蒸，腹肉紅燒最美，但過度濫捕，數量已開始下降，已列为受保护的鱼类，中国严厉禁止漁民抓捕，因此已经成为稀有品种的鱼类。IUCN已评級為近危。